# Obey
Obey es una canción de la banda de rock británica Bring Me the Horizon y del cantante inglés Yungblud. Fue producido por el vocalista de la banda Oliver Sykes y el tecladista Jordan Fish, será presentado en un nuevo proyecto en el que han estado trabajando titulado Post Human: Survival Horror. La pista fue lanzada como el segundo sencillo del proyecto el 2 de septiembre de 2020.
También fue el tema oficial del evento histórico de la empresa deportiva NXT TakeOver: Vengance Day 2021.

## Composición y letra
NME describió "Obey" como una "llamada a las armas masiva que dobla el género", que incluye elementos de nu metal, música electrónica de baile y música rave. Fue escrito y compuesto por Oliver Sykes, Jordan Fish y Yungblud durante los tiempos de cuarentena por la pandemia de enfermedad por coronavirus. La letra habla de la opresión que sufren las personas a causa de los líderes y políticos mundiales. Está escrito principalmente desde el punto de vista del opresor, como dijo Oli Sykes a Forbes:

Fue escrito en abril, mayo de este año, y estuvo muy inspirado por todo lo que está sucediendo, y mucho del lado del opresor. Creo que todo el mundo se ha detenido en seco, y creo que mucha gente se está dando cuenta de que tal vez las personas a cargo no velan por nuestro mejor interés. La forma en que nos alimentan con noticias traumáticas y devastadoras a diario, creo que los poderes fácticos o como quieras llamarlos, se han vuelto muy buenos para hacernos insensibles a esta información, y hemos caminado sonámbulos durante un tiempo en el que sabemos que están sucediendo todas estas cosas horribles, pero no hicimos nada al respecto.

## Lanzamiento
En mayo de 2020, Yungblud tuiteó un tuit críptico pidiendo a Oliver Sykes y Jordan Fish que revisaran sus bandejas de entrada. Esto llevó a mucha especulación y burlas de una colaboración entre la banda y el cantante. Sykes reveló más tarde que la banda y Yungblud "tienen algo por venir". Luego, la pista se burló oficialmente con una publicación de Oli Sykes con un código QR que conducía a un sitio web con un fragmento del video musical.
Dentro de una semana hasta el lanzamiento de la canción, ambos artistas revelaron imágenes promocionales de la colaboración que mostraban a Sykes y Yungblud medio desnudos y cubiertos de sangre, que incluían una leyenda que decía "no estás listo".

## Video musical
El video musical de "Obey" fue lanzado el mismo día que el sencillo. Dirigido por el mismo Sykes, el video presenta dos robots gigantes que parecen un híbrido Power Ranger/Transformer, que están controlados por Sykes y Yungblud. Antes de enfrentarse, los dos robots bailan y luego se involucran en una pelea donde el robot controlado por Yungblud derriba al otro robot. Cuando el robot controlado por Sykes se levanta, ambos parecen perder el control de sus respectivos robots, quienes luego se besan y luego se alejan hacia la puesta de sol.

## Personal
Créditos adaptados de Tidal.
Bring Me the Horizon
- Oliver Sykes — voz principal, producción, ingeniería
- Lee Malia — guitarras
- Jordan Fish — teclados, coros, programación, producción, ingeniería
- Matt Kean — bajo
- Matt Nicholls — batería

Personal adicional
- Yungblud — voz invitada
- Mick Gordon — percusión, sintetizadores, producción adicional
- Jordan Baggs — coros
- Luke Burywood — coros
- Clayton Deakin — coros
- Tom Millar — coros
- Giles Stelfox — coros
- Sam Winfield — coros
- Chris Athens — masterización
- Zakk Cervini — mezcla, grabación
- Carl Brown — grabación

## Posicionamiento en lista
| Lista (2020)                                  | Posiciones |
| --------------------------------------------- | ---------- |
| Australia (ARIA)                              | 99         |
| Escocia (Scottish Singles Sales Chart)        | 31         |
| Estados Unidos (Digital Songs)                | 49         |
| Estados Unidos (Hot Rock & Alternative Songs) | 21         |
| Nueva Zelanda (Hot Singles) (RMNZ)            | 29         |
| Reino Unido (UK Singles Chart)                | 37         |
| Reino Unido (UK Rock & Metal Singles)         | 1          |